# 율리우스 베스
율리우스 베스(독일어: Julius Wess, 1934년 12월 5일 – 2007년 8월 8일)은 오스트리아의 이론물리학자이다. 초대칭에 큰 업적을 남겼다.

## 생애
오스트리아 슈타이어마르크주에 있는 작은 마을인 오버뵐츠슈타트(독일어: Oberwölz Stadt)에서 태어났다. 비에나 대학교에서 박사 학위를 수료하였고, 지도교수는 한스 티링, 박사 논문 심사관은 에르빈 슈뢰딩거였다.
졸업 후 잠시 미국에서 일하다가 카를스루에 공과대학교와 뮌헨 대학교에서 교수로 부임했다. 은퇴 후 함부르크에 있는 독일 전자 싱크로트론(독일어: Deutsches Elektronen-Synchrotron, DESY)에서 연구하였다. 72세가 되는 2007년에 뇌졸중으로 사망하였다.
그가 조너선 배거(Jonathan bagger)와 집필한 책 《초대칭과 초중력》(Supersymmetry and Supergravity)은 오늘날까지도 표준 교재로 쓰이고 있다.

## 저서
- Wess, Julius and Bagger, Jonathan (December 1983). Supersymmetry and Supergravity. Princeton Series in Physics. ISBN 0-691-08326-6 / 0-691-08556-0
- Wess, Julius and Bagger, Jonathan (March 1992). Supersymmetry and Supergravity: Revised and Expanded Edition. Princeton Series in Physics. ISBN 0-691-02530-4

## 참고 문헌
- “Julius Wess”. 《수학 계보 프로젝트》 (영어). 미국 수학회.
- Chang, Kenneth. "Julius Wess, 72, Theoretical Physicist, Is Dead". The New York Times. August 27, 2007.